# 金円券
金円券（きんえんけん、金圓券）は中華民国政府が中国大陸で発行した貨幣の一種。1948年8月発行開始、1949年7月に流通停止となった。使用期間は10箇月前後であり、インフレにより最終的に価値は2万分の1に下落した。金円券は発行当初、政府の民間の金、外貨を強制的に兌換させる手段として利用された。しかし発行限度額が厳守されなかったために悪性のインフレを招き、民間経済は混乱を来たした。特に都市部の中小資産階級は経済的に巨額の損失を蒙り、都市部での国民党の支持を失わせ、国共内戦で共産党が勝利する遠因にもなった。

## 発行の背景
金円券を発行する目的は、それまで流通していた法幣を回収することにあった。法幣は1935年より国民党政府により発行され、日中戦争期間中の財政支出の増大により大量に発行され、日本降伏後に国共内戦が発生すると更に発行額が増大し、1945年8月時点で発行高5兆569億元であったものが、1948年8月には604兆元と3年間で百倍も増大した。政府保有金、外貨が実質的に増加していない状況下、法幣は民間にインフレを招き、また価値の下落した法幣は製紙会社によりパルプ原料に用いられる状況にすらなった。宋子文が行政院長に就任すると金融安定を図り政府準備金で法幣の回収に乗り出すが、発行量が増大し全く成果が上げられなかった。1948年5月の行憲選挙後、翁文灝が行政院長に就任すると王雲五を財政部長に任命し通貨改革に着手した。

## 発行の経緯
1948年8月19日、国民党は中央政治会議を開催し翁文灝、王雲五から提出された通貨改革案を了承した。その夜、蔣介石により「財政経済緊急令」が全国に公布され、同時に「金円券発行法」が下記の内容で施行された。
- 金円券は1元を金0.22217mgとの等価交換とし、中央銀行が限度額20億元で発行する
- 金円券1元との交換比率は法幣300万元，東北流通券30万元とする
- 個人の金、プラチナ、外貨の保有を禁止し、所持者は9月30日まで金円券に換金すること。違反者の財産は没収とする。
- 全国の物価を8月19日水準で凍結する

これと同時に蔣介石は経済督導員を各大都市に派遣し金円券発行を監督した。特に金融の中心地であった上海には息子の蔣経国を副督導として派遣し上海の経済状況を掌握した。
金円券の発行当初は法律上の没収規定が効果を示し、小規模資産階級を中心に貯蓄していた貴金属や外貨が金円券に兌換された。同時に行なった物価凍結政策は、商人に8月19日以前の価格で物資を提供するように迫り、値上げや売惜しみを禁止した。資本家は政府の圧力にやむを得ず資産を金円券に兌換した。しかし、この指示に従わない資本家は当局に逮捕され殺害されることさえあり、当局にこの問題で殺害された資本家は100名を超えると言われている。蔣経国も金円券改革では上海で厳格な法律の運用を行い、それで僅かではあるが金円券は民衆の信用を取り戻した。

## 改革の崩壊
行政により強制的に凍結された物価は市場に価格はあれど品物が無いという状態を現出した。商人にとって価格が原価割れを起こす取引状況下では、物資を蓄積して機会を待ち販売するいわゆる売惜しみ行為が蔓延し、その結果市場での取引が大幅に減少したためである。そのため闇市が隆盛を誇り、蔣経国はこれらを実力で打破しようとした。その取締りの中、孔祥熙の子である孔令侃が逮捕される事件が発生した。この時は宋美齢の圧力により当人を釈放、蔣経国は副督導を引責辞任し、物価統制は失敗、11月1日に物価統制政策は全面撤回され、翁内閣もまた11月3日に総辞職した。
金円券政策失敗の最大の原因は発行限度額を無視して発行を続けた点にある。国民党政府は1948年の戦時赤字が毎月数億から数十億元に達していた一方でアメリカからの借款が受けられない状況下では、紙幣発行を行なってその補填をした。金円券発行1箇月後には発行高は12億元、11月9日には19億元と初期に定めた発行限度額に達するようになると、11月11日に行政院は「金円券発行法」を修正し発行限度額を撤廃、また民間の外貨保有を認め1USD=4金円券という当初の固定レートを、1USD=20金円券と5分の1に切り下げた。そして外貨への両替業務が開始されると、全国各地で10万人以上が窓口に殺到した。
1948年12月末には金円券の発行高は81億元に、1949年4月には5兆元、6月更には130兆元と僅か10箇月で24倍もの発行増となった。そのため金円券の額面も次第に大きくなり、最終的には1億元の紙幣が発行された。このような高額紙幣が発行されてもインフレに追いつくことは無く、1949年5月に1石の米の価格が4億元を記録し、買い物には紙幣の山が必要な状態となった。また民衆は価値の下落する金円券を手元に置きたがらなくなり、金円券を手にすると先を争って外貨や商品に交換され、いたるところで金円券は受け取り拒否をされることになった。
1949年4 - 5月、南京及び上海が相次いで中国共産党に占拠されると、共産党は6月に金円券の流通全面停止を宣言した。しかし国民党政府は広州で金円券の発行を継続し、紙くず同然になった7月3日にようやく金円券の発行停止と銀円券の発行が宣言された。

## 影響
金円券の急速な価値の下落と悪性インフレの進行は国民政府の財政と通貨政策に起因するものである。国民政府は経済力の裏付けを無視し戦争を遂行し、その戦費を補填する為に紙幣の発行を進めたことでインフレが進行した。発行量の制限を失った金円券は、市場経済を無視した物価統制を行う事で金融混乱を引き起こし、最終的には市場の崩壊に至ったのである。
金円券で最も大きな被害を受けたのは都市部の小規模資産階級である。大資本家と異なり財政基盤が脆弱で、また財産を保護する術を知らず、金円券発行当初は強制的に、または政府を信頼して財産を金円券に兌換したが、その後のインフレにより致命的な打撃を受けることとなった。国民党政府は金円券の発行により民間の貴金属と外貨を回収し一時的に財政危機から脱したが、本来国民党を支持するはずの都市部住民の信頼と支持を失い、国共内戦で国民党政府が瓦解する遠因を作ったということが出来る。

## 金円券と台湾
金円券発行当時、台湾省政府は金円券発行の準備を進めた。台湾を代表する企業である台糖公司の総資産を1億2千万米ドルを金円券4,300万元、台湾造紙の総資産を2500万米ドルとし、金円券で800万元に交換し台湾を中国大陸でのインフレの嵐に巻き込む事となった。当時金円券1元=台幣1835元のレートを示し台湾の経済状況は悪化の一途を辿ることとなった。